# Département Nord-Ouest
Nord-Ouest (deutsch Nordwest) ist ein Département im Nordwesten von Haiti. Es umfasst eine Fläche von 2103 km² und hat rund 663.000 Einwohner (Stand 2015). Die Hauptstadt ist Port-de-Paix.
Nach Osten schließen sich die beiden Départements Nord und Artibonite an.